# Saské vévodství (1485–1547)
Saské vévodství (německy Herzogtum Sachsen), také Ernestinské Sasko, byl středně velký stát Svaté říše římské na území dnešního Svobodného státu Sasko v Německu. Vládla mu mladší albrechtinská větev rodu Wettinů zvaná ernestinská. Ernestinské saské vévodství vzniklo oddělením se z albrechtinského Saského kurfiřtství a oba saské státy, albrechtinské kurfiřtství a ernestinské vévodství, existovaly současně, přičemž probíhal spor o saské následnictví, který v Říši zahýbal s válkou mezi německými protestantskými knížaty a císařem. Po Šmalkaldské válce v roce 1547 byly oba saské státy sjednoceny.

## Geografie
Saské vévodství se skládalo ze dvou větších částí oddělené územím Saského kurfiřtství, kde vládla starší albrechtinská linie Wettinů. Severozápadní část se rozprostírala na severu Durynska a oblasti kolem obchodního města Lipska (Leipzig), jihovýchodní část pak na horním toku Labe a severních svazích Krušných hor. Největšími městy v této části země byly Míšeň, Annaberg a hlavní město Drážďany. Vévodství bylo v roce 1500 zahrnuto do Hornosaského kraje.

## Historie

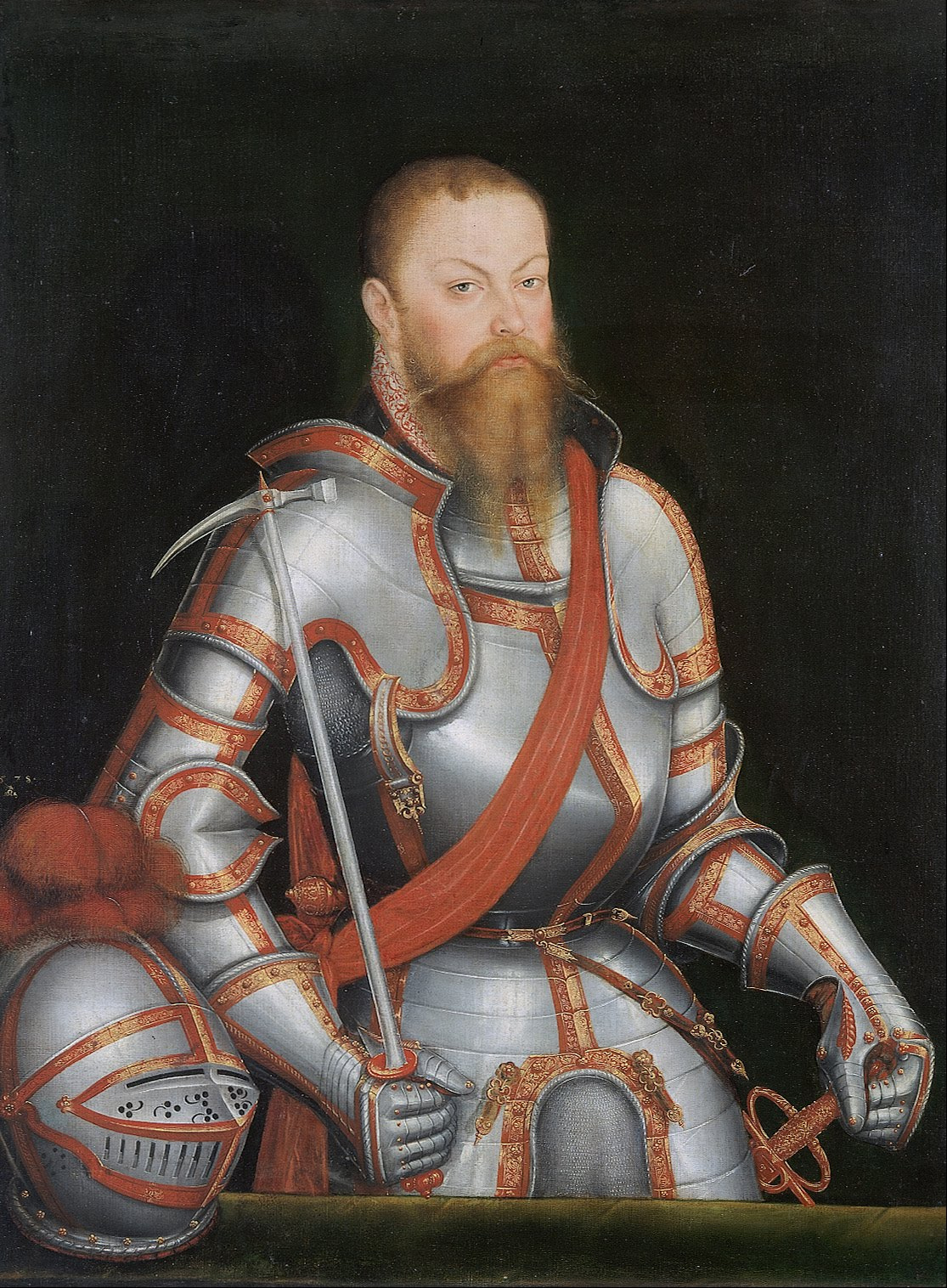
Mořic Saský, portrét Lucase Cranacha

Ernestinské saské vévodství vzniklo roku 1485 vydělením se z albrechtinského Saského kurfiřtství v době probíhající německé Reformace. Během Šmalkaldské války v letech 1546–1547 stál vévoda Mořic na straně císaře Karla V. proti saskému kurfiřtovi Janu Bedřichovi I., který byl členem Šmalkaldského spolku, aliance protestantských knížat a měst. Po císařově vítězství byl za to Mořic, ač sám luterán, odměněn většinou ernestinských území a kurfiřtským hlasem. Vévodství bylo začleněno do nového albrechtinského kurfiřtství, zatímco zbývající ernestinská území v Durynsku připadla vévodství.
V roce 1547 byly prostestantské státy Šmalkaldského spolku poraženy v bitvě u Mühlberka a Karlův spojenec Mořic byl povýšen na saského kurfiřta, čímž se oba státní útvary spojily. Až na výjimkou Durynska získal nový kurfiřt všechna území, které držel jeho předchůdce. Takto znovusjednocené Saské kurfiřtství se pod albrechtinskou větví Wettinů stalo hned po Habsburských zemích druhým největším státem ve Svaté říši římské. Předchozímu saskému kurfiřtovi Janu Bedřichovi I. zůstala vláda pouze nad Durynskem, kde se tituloval už jen jako saský vévoda, obdobně jako předtím Mořic.

## Galerie

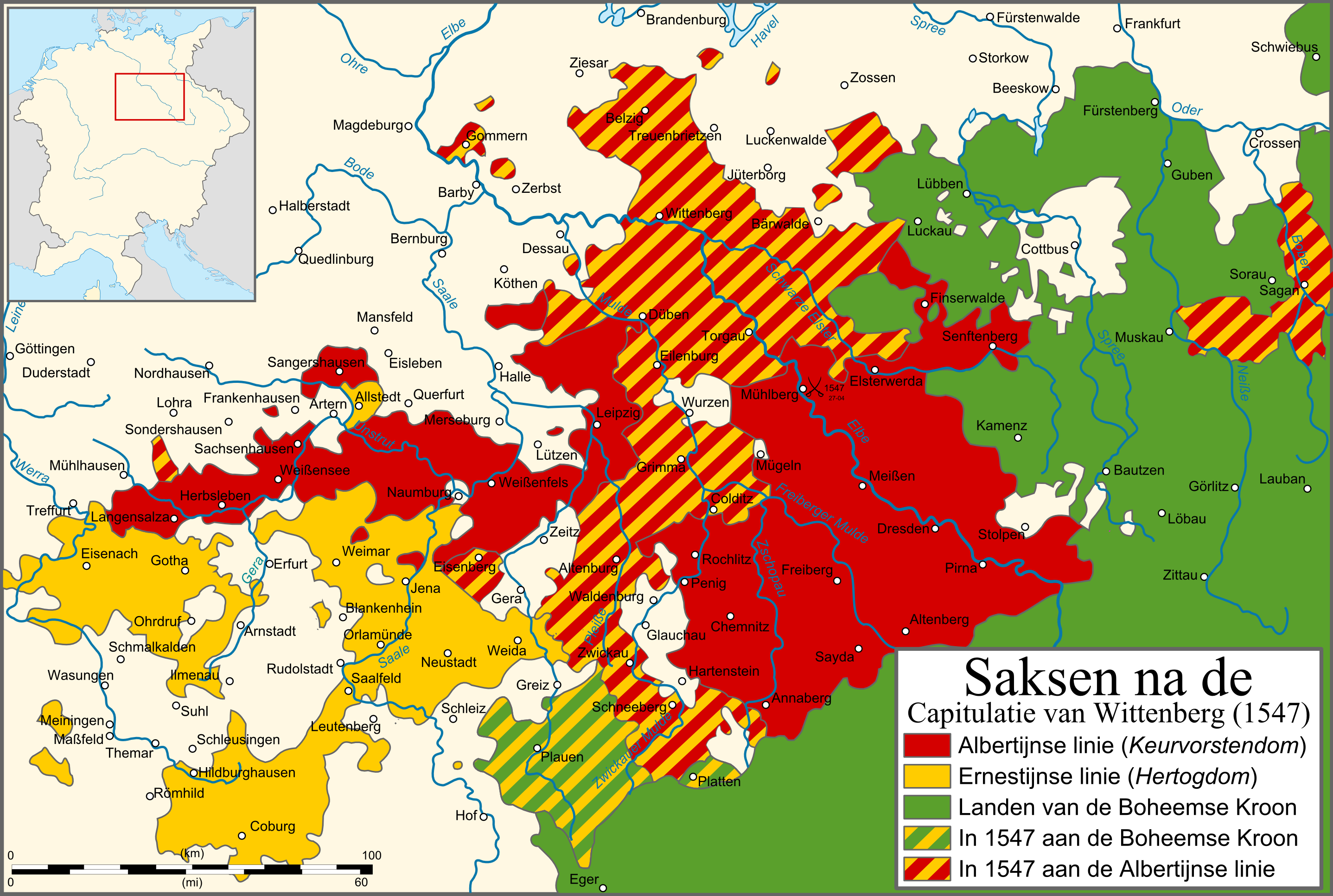
Ernestinské vévodství (žlutá) a albrechtinské kurfiřtství (červená) v roce 1547 (zeleně Země Koruny české
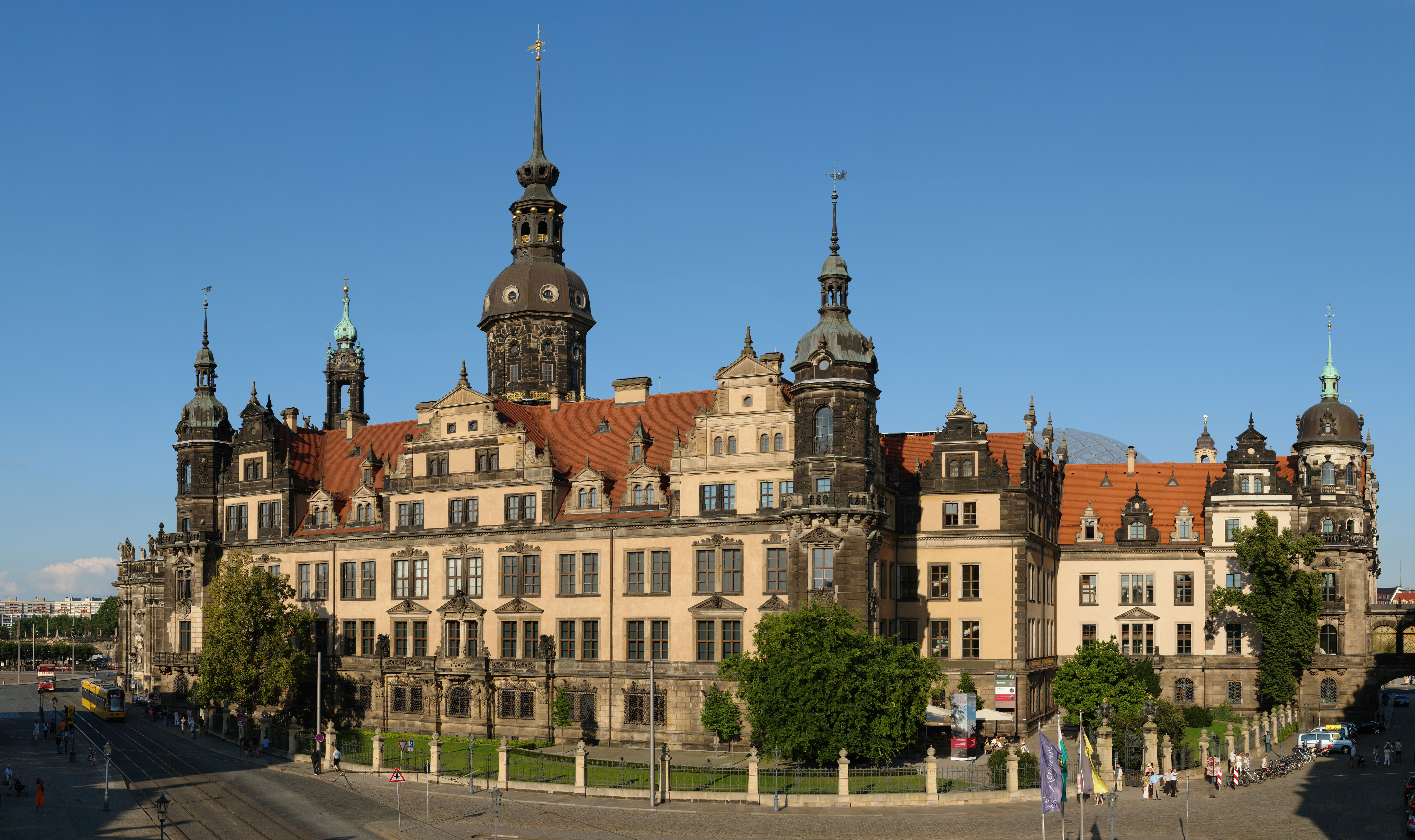
Vévodská rezidence v Drážďanech